# فرنسيسكو ميلو
فرنسيسكو ميلو (بالإسبانية: Francisco Melo)‏ هو منتج تلفزيوني وممثل تشيلي، ولد في 14 فبراير 1966 في سانتياغو في تشيلي.

## وصلات خارجية
- فرنسيسكو ميلو على موقع IMDb (الإنجليزية)
- فرنسيسكو ميلو على موقع قاعدة بيانات الفيلم (الإنجليزية)